# Orthemis schmidti
Orthemis schmidti är en trollsländeart som beskrevs av Buchholz 1950. Orthemis schmidti ingår i släktet Orthemis och familjen segeltrollsländor. Inga underarter finns listade i Catalogue of Life.